# Wągrowiec-Północ (gromada)
Wągrowiec-Północ – dawna gromada, czyli najmniejsza jednostka podziału terytorialnego Polskiej Rzeczypospolitej Ludowej w latach 1954–1972.
Gromady, z gromadzkimi radami narodowymi (GRN) jako organami władzy najniższego stopnia na wsi, funkcjonowały od reformy reorganizującej administrację wiejską przeprowadzonej jesienią 1954 do momentu ich zniesienia z dniem 1 stycznia 1973, tym samym wypierając organizację gminną w latach 1954–1972.
Gromadę Wągrowiec-Północ z siedzibą GRN w mieście Wągrowcu (nie wchodzącym w skład gromady) utworzono 1 stycznia 1959 w powiecie wągrowieckim w woj. poznańskim z obszarów zniesionych gromad: Nowe (bez miejscowości Kaliszanki), Rąbczyn (bez miejscowości Mirkowice, Mirkowiczki i Żabiczyn) i Żelice w tymże powiecie; równocześnie do nowo utworzonej gromady Wągrowiec-Północ włączono miejscowości Bukowiec i Danabórz ze zniesionej gromady Brzeźno Stare oraz miejscowości Kaliska i Micharzewo z gromady Łekno w tymże powiecie.
W 1965 gromada miała 27 członków GRN.
1 lipca 1968 z gromady Wągrowiec-Północ wyłączono: a) miejscowości Kaliska i Rgielsko, włączając je do gromady Wągrowiec-Południe; b) miejscowość Rąbczyn, włączając ją do gromady Łekno – w tymże powiecie.
4 lipca 1968 do gromady Wągrowiec-Północ włączono obszar zniesionej gromady Pawłowo Żońskie w tymże powiecie.
Gromada przetrwała do końca 1972 roku, czyli do kolejnej reformy gminnej. 1 stycznia 1973 w powiecie wągrowieckim utworzono gminę Wągrowiec.